# 에비스정
에비스정(夷町)은 니가타현 사도군에 설치되었던 정이다. 현재의 사도시에 해당한다.